# Benedito Terésio de Carvalho Júnior
Benedito Terésio de Carvalho Júnior (Rio Negro, 9 de outubro de 1896 – 2 de abril de 1967) foi um político brasileiro.

## Vida
Filho de Benedito Terésio de Carvalho e de Joaquina G. de Carvalho. Casou com Gertrudes Carneiro de Carvalho, consórcio do qual nasceram, dentre outros, Aroldo Carneiro de Carvalho e Benedito Terésio de Carvalho Neto.

## Carreira
Foi deputado à Assembleia Legislativa de Santa Catarina na 3ª legislatura (1955 — 1959) e na 4ª legislatura (1959 — 1963), eleito pela União Democrática Nacional (UDN).